# قمح تيموفيفي
قمح تيموفيفي أو قمح زَندوري (الاسم العلمي: Triticum timopheevii)، هو قمح رباعي الصبغيات له أشكال محروثة وبرية. يُعتقد أنه تطور بمعزل عن القمح القاسي الأكثر شيوعًا؛ الهجين بين القمح التيموفيفي والقمح القاسي يقال إنه عقيم مع "قدر كبير من عدم انتظام الكروموسومات في الانقسام الاختزالي."
يمكن العثور على الشكل البري منه (المصنف سابقًا باسم T. araraticum Jakubz.) عبر جنوب شرقتركيا وشمال العراق وغرب إيران وعبر جنوب القوقاز - لكن الشكل المستأنس (المحروث) يقتصر على غرب جورجيا